# Salticus nigrifrons
Salticus nigrifrons är en spindelart som beskrevs av Lucas 1846. Salticus nigrifrons ingår i släktet Salticus och familjen hoppspindlar. Inga underarter finns listade i Catalogue of Life.